# Орлов-Денисов, Пётр Михайлович
Граф Пётр Миха́йлович Орло́в-Дени́сов (1852—1881) — участник русско-турецкой войны 1877—1878 гг. и покорения Средней Азии.

## Биография
Сын графа Михаила Васильевича Орлова-Денисова (1823—1863) от брака его с Еленой Ивановной Чертковой (1830—1922). По отцу внук графа В. В. Орлова-Денисова; по матери — И. Д. Черткова и правнук графа Г. А. Строганова. Семье принадлежал Графский пруд в Коломягах. После ранней смерти отца вместе с сестрами Еленой (1851—1914; замужем за князем А. В. Барятинским) и Марией (1856—1909; замужем за известным виноделом Л. С. Голицыным) воспитывался в доме отчима, графа П. А. Шувалова.
По окончании Пажеского корпуса был пожалован 21 июля 1870 года в камер-пажи, в следующем году был произведён в корнеты с назначением в Кавалергардский полк. Переведённый 20 апреля 1875 года, с чином поручика в Лейб-гвардии Казачий полк, он был назначен полковым адъютантом, 8 декабря 1876 года назначен во флигель-адъютанты к императору Александру II.
После смерти своей жены, дочери князя Г. Г. Гагарина, граф Орлов-Денисов отправился волонтёром в Кавказскую армию и совершил с нею поход в Азию (во время русско-турецкой войны 1877—1878 гг.), во время которого обратил на себя особое внимание графа Лорис-Меликова своей выдающейся храбростью и распорядительностью. За боевые отличия, выказанные в эту кампанию, граф Орлов-Денисов был награждён золотым оружием с надписью «за храбрость» и орденом св. Владимира 4-й степени с мечами и бантом.
По окончании войны он возвратился в Санкт-Петербург и вскоре был командирован в Астраханскую губернию для борьбы со свирепствовавшей чумной заразой. По прекращении эпидемии и по возвращении в Петербург, граф Орлов, согласно его желанию, был зачислен в действующий корпус генерала Скобелева, сняряжавшийся в Ахал-текинский поход. С первых же стычек с текинцами, он зарекомендовал себя храбростью и распорядительностью; Скобелев, поначалу скептически относившийся к Орлову-Денисову, доверил ему командование Таманским казачьим полком; Пётр Михайлович особо отличился при штурме 20 декабря 1880 года укреплённой деревни Янги-Кала.
При общем штурме Геок-Тепе Орлов-Денисов находился в колонне полковника Козелкова и был смертельно ранен, 26 января 1881 года умер, на 29-м году от рождения. Тело его было перевезено в Петербург и похоронено на Тихвинском кладбище Александро-Невской лавры. С датой смерти Орлова-Денисова имеются разночтения: так «Русский биографический словарь» А. А. Половцова утверждает, что Орлов-Денисов умер 26 января; в «Списке лиц свиты Их Величеств…» составленном графом Г. А. Милорадовичем называется другое число — 29 января. Верной принято считать дату 26 января как указанную на надгробном памятнике и упомянутую в 3-м томе «Петербургского некрополя» за 1912 год.

## Семья

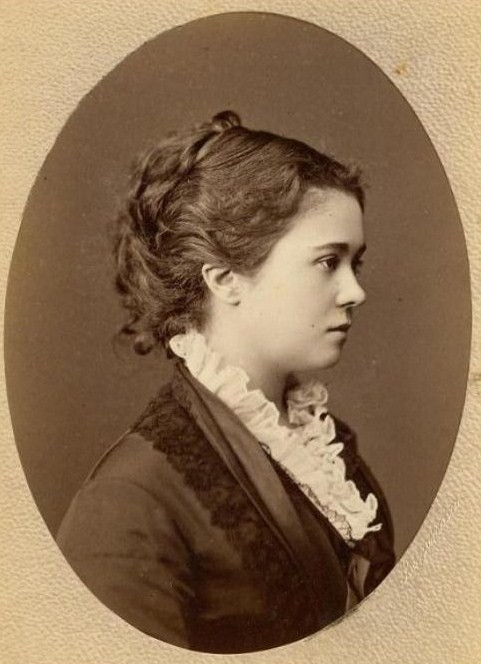
Анастасия Григорьевна

Жена (с 9 ноября 1875 года) — княжна Анастасия Григорьевна Гагарина (13.09.1853 — 27.11.1876), фрейлина двора (22.07.1872); дочь Григория Григорьевича и Софьи Андреевны Гагариных. Родилась в Тифлисе. Венчание её было в Петербурге в домой церкви Александровского училища при поручительстве А. Н. Николаева и В. Г. Черткова. Умерла через год в Петербурге от воспаления мозга после тяжелых родов близнецов. Похоронена на Тихвинском кладбище Александро-Невской лавры.
Дети-близнецы:
- дочь Мария (22.11.1876, умерла при рождении),
- сын Василий (Сила) (22.11.1876[3] — после 1917), был крещен 7 декабря 1876 года в Исаакиевском соборе при поручительстве императора Александра II и бабушки графини Е. И. Шуваловой. Воспитывался бабушкой, княгиней С. А. Гагариной, выпускник юридического факультета Санкт-Петербургского университета, с 1908 года камер-юнкер, с 1912 года церемониймейстер двора. Женат на Ольге Феофиловне Мейендорф (1878—1959, Рим), дочери Феофила Мейендорфа, трое сыновей.